# Ignacy Cywiński

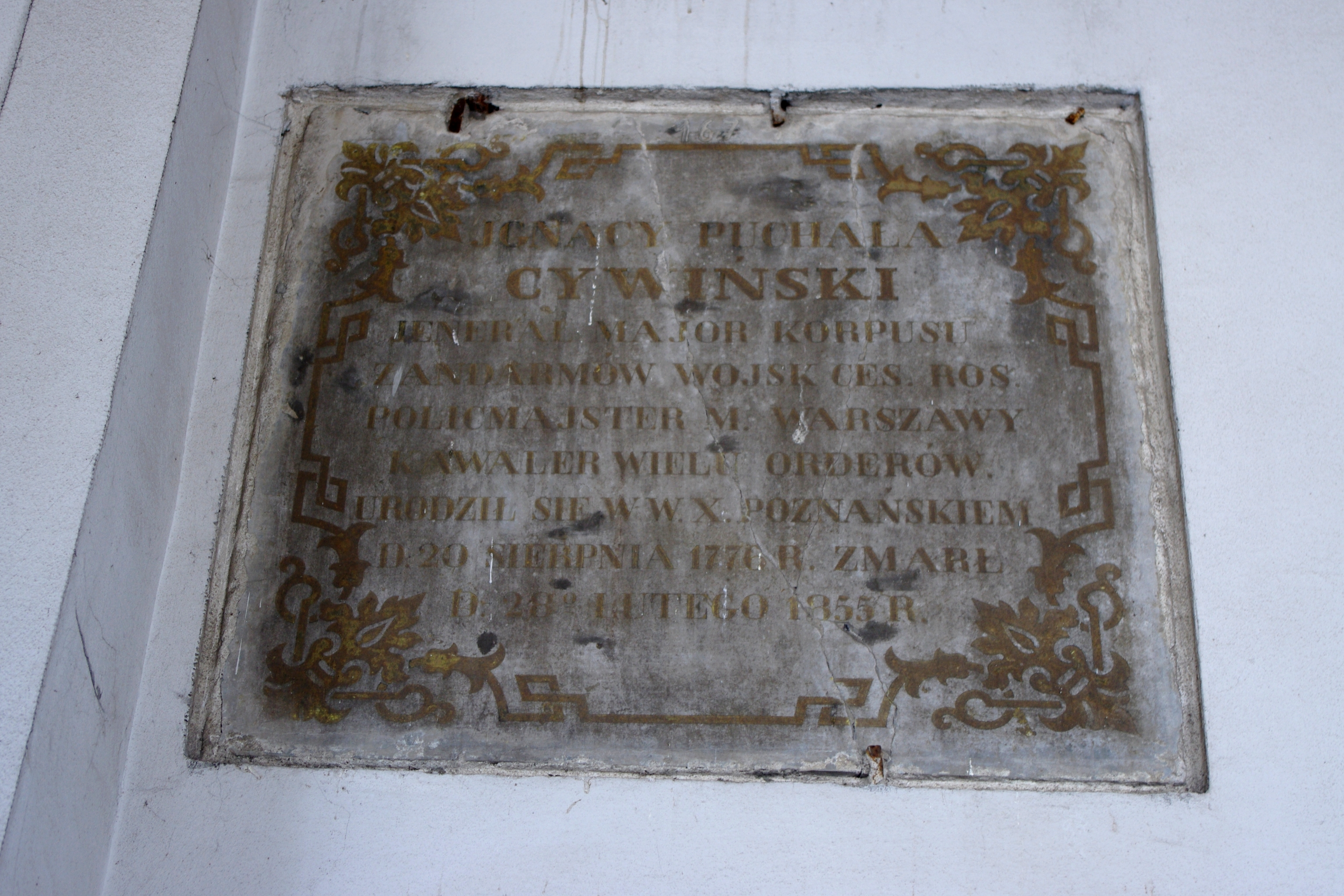
Grób generała-majora korpusu żandarmów i policmajstra Warszawy – Ignacego Cywińskiego (1775–1855) w katakumbach cmentarza Powązkowskiego w Warszawie

Ignacy Cywiński herbu Puchała (ur. 20 sierpnia 1775 w Brodach, Wielkie Księstwo Poznańskie, zm. 28 lutego 1855) – generał major Samodzielnego Korpusu Żandarmów cesarstwa rosyjskiego, policmajster miasta Warszawy.
Był synem Józefa i Brygidy z Niewodowskich. 16 marca 1808 r. wstąpił do Legii Nadwiślańskiej i w stopniu podporucznika à la suite przybył do 3 Pułku w Hiszpanii. Uczestnik oblężenia Saragossy – gdzie został ranny 20 lutego 1809 r. 2 marca 1809 r., awansowany na porucznika. Od końca 1809 r., służył w 4 kompanii 2 batalionu 3 pułku. W Hiszpanii przebywał do 1812 r. W latach 1817–1830 był policmajstrem majorem korpusu żandarmerii w Królestwie Polskim. Jako policmajster Warszawy owiany był złą sławą wśród Polaków i cieszył się uznaniem władz carskich.
Kawaler orderu św. Stanisława I kl., św. Włodzimierza 3 kl. i 4 z kokardą, św. Anny 2 kl., św. Jerzego IV kl., Legii Honorowej, Virtuti Militari 3 kl. W 1830 roku został nagrodzony Znakiem Honorowym za 25 lat służby.
Pochowany w katakumbach na cmentarzu Powązkowskim w Warszawie (rząd 31-3).